# Église Saint-Michel de Condé-en-Barrois
L'église Saint-Michel est une église catholique située sur la commune des Hauts-de-Chée, dans le département de la Meuse, en France.

## Historique
Edifice de transition entre l'architecture romane et l'architecture gothique : 12e siècle à 13e siècle. Construction secondaire en 18e siècle. Tour reconstruite au 18e siècle pour la partie haute. Quelques modifications au 19e siècle.
L'édifice est inscrit au titre des monuments historiques en 1989 et classé en 1994.